# 松芪
松芪（英語：Pinostilbene，化学名3-甲氧基白藜芦醇）是一种芪类化合物，存在于新疆五针松（学名：Pinus sibirica）等松树的树皮中。